# Leptoceridae
Leptoceridae – (wąsatkowate za Kinelem, Krasuckim i Noskiewiczem, niprzyrówkowate za Dziędzielewiczem) rodzina owadów wodnych z rzędu chruścików (Trichoptera). W Polsce występuje 38 gatunków zaliczonych do 8 rodzajów. Larwy wszystkich gatunków budują przenośne domki z przędzy jedwabnej oraz innych materiałów: ziaren piasku, części roślinnych i detrytusu. Niektóre larwy potrafią pływać wraz z domkiem (np. gatunki z rodzaju Leptocerus, Triaenodes, Ylodes), wykorzystując długie odnóża trzeciej pary, zaopatrzone w liczne włoski. Są to chruściki zróżnicowane ekologicznie (są dobrymi bioindykatorami), najliczniej zasiedlają jeziora i rzeki. Wśród Leptoceridae są drapieżniki (np. Oecetis), roślinożercy i detrytusożercy, niektóre odżywiają się gąbkami. Ze względu na sposób zdobywania pokarmu możemy w tej rodzinie wyróżnić zbieraczy i rozdrabniaczy.
Rodzaje występujące w Polsce (w przypadku gdy rodzaj reprezentowany jest tylko przez jeden gatunek – podano nazwę gatunkową):
- Adicella
- Ylodes
- Triaenodes
- Erotesis baltica
- Mystacides
- Athripsodes
- Ceraclea
- Setodes
- Leptocerus
- Paroecetis strucki
- Oecetis